# 久野顕司
久野 顕司（ひさのけんじ）は日本のロボコニスト、生産技術者。北九州工業高等専門学校時代にNHK高専ロボコンに出場（3年次に操縦者として全国大会出場、4年次には全国ベスト4・技術賞受賞）。名古屋工業大学時代にはNHK学生ロボコンで日本一となり、同年のABUロボコンでは準優勝を成し遂げた。通称の「ヒサケン」はNHK学生ロボコン2014優勝時のTV放映後に、Twitterでトレンド入りしている。
ロボカップでも中型リーグのチーム「Hibikino-Musashi」でジャパンオープン優勝、小型リーグのチーム「Scramble」でも2年連続日本ロボット学会賞受賞の実績がある。ロボコン事務局のOB解説や、ロームの運営する『Device Plus』で取材を担当。見ル野栄司のレポート漫画にも登場した。Scrambleが発展した次世代ロボットエンジニア支援機構でも活動している。

## 来歴・人物

### 北九州工業高等専門学校時代
2008年に北九州工業高等専門学校に進学し、NHK高専ロボコンに出場する「あばうたぁ〜ず」で活動。同高専は2002年と2007年に全国優勝の実績があり、2008年には地区大会技術賞・全国大会出場、2009年には全国大会でベスト4になっている。2010年の全国大会前日のテストランでトラブルに見舞われ、大会当日は1回戦は突破するも2回戦で敗退。2011年は全国ベスト4・技術賞を受賞し、久野自身も頑丈過ぎない設計や効率的な分業ができたと述懐している。
2012年の5年生時には集大成と意気込んで地区大会に臨むも決勝戦で敗退し、全国大会推薦も逃す。地区大会敗退に虚無感を感じた久野は、大学でもロボコンに挑戦することを決意したという。なお、制御情報工学科での卒業研究のテーマは、「歯切り理論に基づいたマシニングセンタによる歯車製作」であった。

### 名古屋工業大学時代
2013年、名古屋工業大学に進学。ロボコン工房でNHK学生ロボコンに参加。高専時代の体育会系の雰囲気とは違った個性的なメンバーや自由な活動体制に戸惑うが、子供ロボット一台の設計・製作・整備を担当し、機械班の工場利用を促進するなどした。ピットクルーとして参加した2014年6月開催のNHK学生ロボコンでは優勝し、高専時代の雪辱を晴らす。大会のTV放映後には、通称の「ヒサケン」がTwitterでトレンド入りした。
2014年8月にインドのプネで開催されたABUロボコンでは、トラブルに見舞われ予選リーグで1勝1敗となるが決勝トーナメントに進出し、準優勝となる。久野はABUロボコンについて「めちゃくちゃ楽しい」、「交流が盛ん」と語るとともに、「日本と世界大会のフィールドの違い」が大きく「環境の違いに対応できるようにすることが必要」と振り返っている。なお、その年の高専ロボコン2014全国大会では、ニコニコ生放送のOB技術解説を担当している。

### 九州工業大学大学院時代
九州工業大学の大学院に進学。2015年の学生ロボコンや高専ロボコンでは、ローム株式会社の『Device Plus』で学生コメンテーターなど取材を担当。同年11月28日に開催されたひびきの学術研究都市内の1.5kmをロボット・人・犬が走る「第2回学研ヒルズ学際駅伝大会」には、ロボット「Musashi」を有するチーム「マスダワークス.com」で出場。アドバンテージタイム部門で優勝し、九州工業大学学長賞を受賞した。同年12月の高専ロボコンの学生交流会にも参加し、高専生に学生ロボコンを紹介した。
ロボカップの中型リーグでは九州工業大学、西日本工業大学、日本文理大学による北部九州連合チームである「Hibikino-Musashi」に参加し、ロボカップジャパンオープン2015（福井大会）、2016（愛知大会）で優勝を果たす。また、石井和男のもとで射出角度を調整できるキック機構の開発に取り組んでいる。なお、2016年の学生ロボコンでも『Device Plus』の取材を担当し、見ル野栄司のレポート漫画にも登場した。

### Scrambleでの活動など
2017年のNHK高専ロボコン30周年企画では作品「パタパタディスプレイ」を投稿した。同年、高橋智也や川節拓実、河原貴軌をはじめとする高専ロボコンや学生ロボコンの経験者と、ロボカップサッカーへ挑戦するチーム「Scramble」を結成。直接顔を合わせたことがないメンバーもいる中、SlackやSkypeを駆使して開発を進め、2018年の初出場時には大会会場でようやく動く状態であったものの、ロボットは動いて試合に出場できた。回路とモータを一体にして小型化したシステムが評価され、日本ロボット学会賞を受賞。
翌2019年もロボカップに挑戦し、横方向キック機構が評価されて二年連続の日本ロボット学会賞を受賞する。その後チーム「Scramble」は非営利活動法人「次世代ロボットエンジニア支援機構」に発展。久野は同機構が開催する「FA設備技術勉強会」でも講演。機構のメンバーとしてフィールドロボット講演会でも発表する。2020年・2021年とRoboMasterのチーム「FUKUOKA NIWAKA」にも参画している。

## 主な受賞歴

### ロボコン戦績
- 北九州工業高等専門学校「あばうたぁ〜ず」時代
  - NHK高専ロボコン2010「Tech-Cha!!」- 全国大会出場・2回戦進出（選手・操縦者）[3]
  - NHK高専ロボコン2011「VIGO」- 全国大会ベスト4、技術賞（ピットクルー）[3]
  - NHK高専ロボコン2012「Veronice」- 地区大会準優勝、特別賞（選手・伴走者）[3][4]
- 名古屋工業大学「ロボコン工房」時代
  - NHK学生ロボコン2014（ABUロボコン代表選考会） - 優勝（ピットクルー）[5]
  - ABUロボコン2014（インド・プネ大会） - 準優勝（ピットクルー）[28]
- 「Hibikino-Musashi」北部九州連合チーム（九州工業大学、西日本工業大学、日本文理大学の合同チーム）
  - ロボカップジャパンオープン2015（中型リーグ）- 優勝[6][37][注 5]
  - ロボカップジャパンオープン2016（中型リーグ）- 優勝[6][7][38]
- 社会人チーム「Scramble」時代
  - ロボカップジャパンオープン2018（小型リーグ） - 日本ロボット学会賞[8][50]
  - ロボカップジャパンオープン2019（小型リーグ） - 日本ロボット学会賞「新たなパス・シュート戦略を切り開く横方向キック機構の開発」[9][44]

### その他
- 2015年11月[33] - 第2回学研ヒルズ学際駅伝大会[注 3] 九州工業大学学長賞（チーム「マスダワークス.com」としてアドバンテージタイム順位1位[35]）
- 2020年2月 - CAD利用技術者試験 2019年度後期 合格者表彰（3次元CAD利用技術者試験1級 一般部門）[51]

## 社会的活動
- 非営利活動法人 ロボカップ日本委員会 - 会員[52][注 6]
- 一般社団法人 次世代ロボットエンジニア支援機構 - 会員[55]